# Vuk (carte)
Vuk este o carte din 1965 scrisă de István Fekete, după care s-a realizat filmul de animație din 1981 cu același nume. Povestirea urmărește viața lui Vuk, un pui de vulpe din pădure. 

## Trivia
Vuk este acronimul de la Vadászom, Utamból Kotródj! (în română Vânatorule, ieși din calea mea!).